# أبوداكا
أبوداكا هي مدينة وبلدية وهي جزء من منطقة مونتيري. وتقع في الجزء الشمالي الشرقي من منطقة مونتيري من المعروف أنها أصبحت مؤخرًا مدينة صناعية كبيرة. اعتبارًا من عام 2019، تضم المدينة 70٪ من المنشآت الصناعية في ولاية نويفو ليون. أبوداكا هي أيضًا رابع أكثر المدن تصديرًا في المكسيك. تبلغ مساحة المدينة 183.5 كلم. كما ارتفع عدد السكان من حوالي 115,000 شخص في عام 1990 إلى ما يقرب من 600,000 في عام 2015. كونها واحدة من أسرع المناطق نموًا من حيث عدد السكان، لتصبح ثالث أكبر بلدية من حيث عدد السكان اعتبارًا من عام 2015. البلدية هي موطن لمطار مونتيري الدولي والذي يعتبر رابع أهم مطار في البلاد.

## التسمية
سميت المدينة على اسم الدكتور سلفادور أبوداكا، أسقف مدينة ليناريس، الذي ولد في غوادالاخارا عام 1769.

## النقل
يوجد مطاران، مطار مونتيري الدولي ومطار ديل نورتي الدولي، في أبوداكا.

## الاقتصاد
بلدية أبوداكا هي إحدى المراكز الصناعية الرئيسية في ولاية نويفو ليون. يتكون اقتصاد أبوداكا أساسًا من عمليات التصنيع والخدمات.
الشركات الأمريكية، مثل هويرلبول وجنرال إلكتريك وبولاريس وشركة كالاواي للجولف وباركر هنيفين وفيستون، من بين العديد من الشركات الأخرى، لديها عمليات تصنيع في أبوداكا. تمتلك الشركات اليابانية مثل دنسو والشركات الكورية مثل مجموعة إل جي والشركات الصينية مثل لينوفو والشركات الدنماركية مثل دانفوس مرافق تصنيع في أبوداكا.